# Studio Biederer

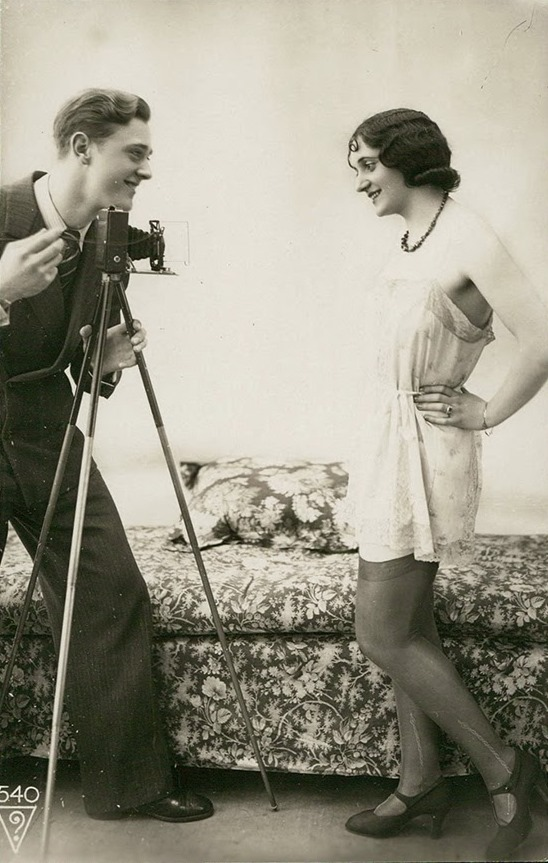
Aufnahme aus dem Studio Biederer

Das Studio Biederer war ein französisches Fotoatelier in der Zeit des Art déco der Brüder Jacques Biederer (geboren 1887; verstorben etwa 1942) und Charles Biederer (geboren 1892; verstorben etwa 1942) aus Moravská Ostrava in Tschechien.

## Geschichte
Der Vater der Brüder war Maurice Moritz Biederer, ihre Mutter war Augustine Gusti Biederer. Sie hatten die Brüder Emanuel und Hugo sowie die Schwester Rosa Biederer.
Jacques kam 1908 nach Paris. Charles folgte ihm 1913, um ihn bei der Arbeit als Fotograf zu unterstützen. Das Studio befand sich am 33 boulevard du Temple, Paris. Unter dem Verlag Éditions Ostra erschienen erotische Aufnahmen, die auch mit Homoerotik und Fetischismus kokettierten. Auch sind Fetisch-Filme erhalten, darunter Dressage au fouet.
Manche Fotos enthalten die Signatur JB, B, Ostra oder ein Fragezeichen in einem Dreieck. Andere Aufnahmen können aufgrund von Stil, Möbeln oder Modellen zugeordnet werden. An Jacques Biederers Fotos sollen sich unter anderem Charles Guyette, John Willie und Irving Klaw orientiert haben.
Während der deutschen Besetzung Frankreichs wurden die jüdischen Brüder festgenommen. Charles wurde mit dem Transport 4 am 25. Juni 1942 vom Sammellager Pithiviers in das Vernichtungslager Birkenau deportiert. Jacques wurde mit dem Transport 6 am 17. Juli 1942 von Pithiviers nach Birkenau deportiert.

## Galerie

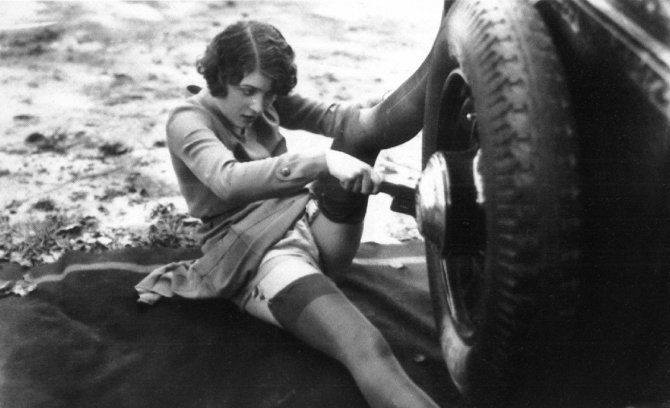
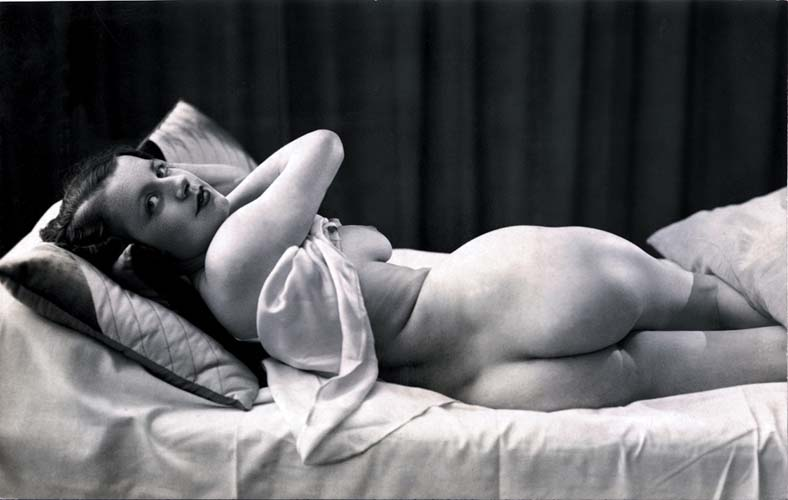
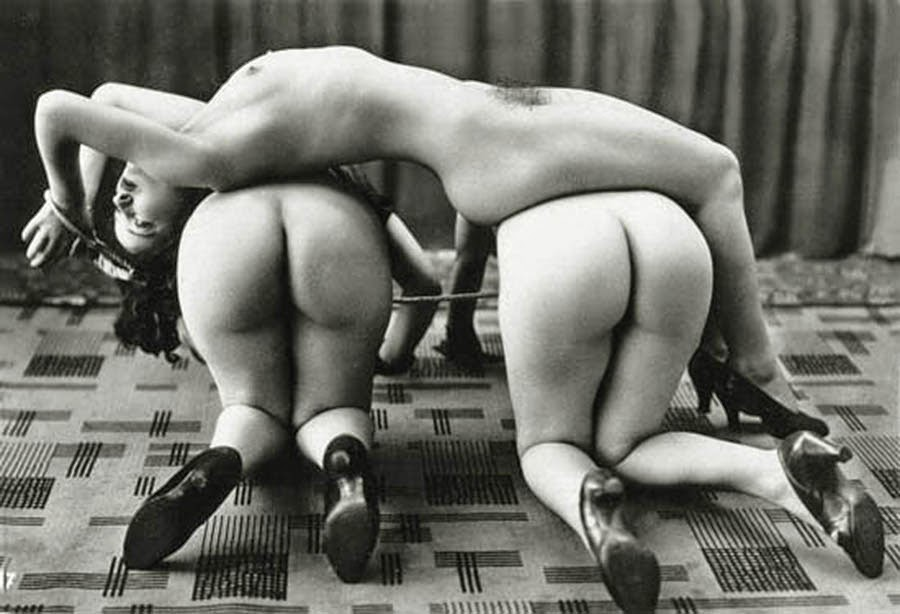
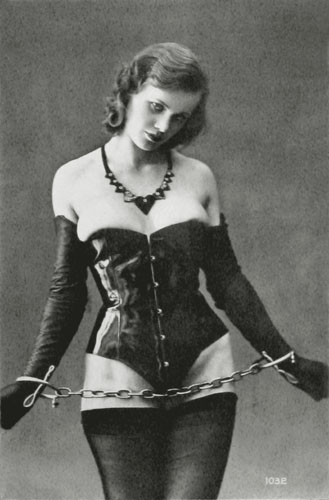